# Harry Schell
Harry Schell (29. června 1921, Paříž, Francie – 16. května 1960, Silverstone, Velká Británie) byl americký pilot Formule 1.

## Život
Harry Schell se narodil v Paříži, jeho otcem byl francouzský předválečný závodník Laury Schell a jeho matkou byla vítězka dámské Rally Monte Carlo z roku 1929 Irko-američanka Lucy O'Reilly Schell.
Harry Schell byl vychováván ve Francii, kde jeho otec provozoval tým Ecurie Bleu, poté, co zemřel při autonehodě (1940), tým převzala Harryho matka.
Ve druhé světové válce sloužil Harry Shell v americké armádě ve Finsku, po jejím skončení zahájil svoji závodnickou kariéru jako pilot Ecurie Bleu. Již v roce 1949 byl v Coupe du Salon s vozem Talbot na druhém místě. Svůj debut v mistrovství světa vozů formule 1 si odbyl na trati v Monte Carlu, kde představil zcela odlišnou koncepci vozu, startoval totiž na voze Cooper T12, který se stal prvním vozem F1 s motorem vzadu. Během prvních let ve formuli 1 závodil s vozy F2 HWM a Gordini. Během těchto prvních let svého závodění se stal známý i jako velký ctitel žen.
Později se pokoušel prosadit i v týmu Enrico Plate a s vozem Maserati skončil druhý v GP Říma a třetí v Aintree. Druhé místo v GP Cadours vedlo k tomu, že se rozhodl pokračovat v závodech Grand Prix, což přineslo zasloužený úspěch, když se jim dařilo v národním mistrovství Francie. Pro rok 1954 si Schell zakoupil Maserati A6GCM a po řadě druhých míst v závodech nezapočítávaných do mistrovství světa v Castelfusano, Pescara, Aintree si pořídil Maserati 250 F a ve Španělsku bojoval o vedení s Ascarim a Trintignanem, ale nakonec musel pro poruchu odstoupit.
V roce 1955 závodil s vozy Vanwall a Ferrari v týmu Tonyho Vandervella a zvítězil v několika menších podnicích. V roce 1956 již Schell demonstroval úžasný potenciál zelených vozů, když v Reims šlapal na paty vozům Ferrari a zvítězil v Grand Prix Caen. V Belgii si dojel pro čtvrté místo a třemi body si zajistil 15. místo v mistrovství světa F1.
Rok 1957 byl pro H. Schella ještě úspěšnější, pracoval pro Maserati, na mistrovství světa, byl sedmý a v Peskaře dojel na třetím místě. Předtím než přešel k BRM byl druhý v Pau a třetí v Modeně. Rok 1958 byl pro Harryho Schella vrcholem kariéry. V Nizozemsku se stal prvním Američanem nejblíže vítězství v Grand Prix a v celém mistrovství světa je na pátém místě. I přesto, že se týmu BRM v následující sezóně nedařilo, zůstal Schell týmu Raymonda Maye věrný. Koncem roku 1959 si koupil vlastní Cooper-Climax a zúčastnil se několika závodů, začátkem roku jezdil se svým Cooprem než přijal nabídku týmu Yeoman Credit. Byla to příležitost postavit se na start International Trophy, v deštěm sužovaném Silverstone se odehrávaly testy týmu a v jedné z rychlých začátek dostal Harry smyk a při následné autonehodě zemřel.

## Vítězství
- 1956 Grand Prix Caen

## Formule 1
- 1950 bez bodů Cooper T 12, Talbot T 26C
- 1951 bez bodů Maserati 4CLT/48
- 1952 bez bodů Maserati 4CLT/48
- 1953 bez bodů Gordini T16
- 1954 bez bodů Maserati A6GCM
- 1955 bez bodů Maserati 250 F
- 1956 15. místo 3 body Vanwall VW56
- 1957 7. místo 10 bodů Maserati 250 F
- 1958 5. místo 14 bodů BRM P25
- 1959 12. místo 5 bodů BRM P25
- 1960 bez bodů Cooper T51

- 56 Grand Prix
- 0 Vítězství
- 0 Pole positions
- 0 Nejrychlejších kol
- 2 Podium
- 32 bodů

## Nejlepší umístění v mistrovství světa
- 1958 2. místo Grand Prix Nizozemska